# Rami Abd al-Ati
Rami Abd al-Ati Ibrahim (arab. رامي عبد العاطي إبراهيم) – egipski zapaśnik walczący w obu stylach. Mistrz Afryki w 2010 i 2011 roku.